# March (Baden-Württemberg)
March è un comune tedesco di 8 761 abitanti, situato nel land del Baden-Württemberg.